# Vanadi(II) bromide
Vanadi(II) bromide, còn được gọi là vanadi đibromide, là một hợp chất vô cơ có công thức hóa học VBr2.

## Điều chế
Hợp chất khan được tạo ra bằng cách khử hydro từ vanadi(III) bromide:
{\displaystyle {\mathsf {2VBr_{3}+H_{2}\ \xrightarrow {500^{o}C} \ 2VBr_{2}+2HBr}}}
Hexahydrat VBr2·6H2O được điều chế bằng một cách phức tạp hơn.

## Tính chất
VBr2·6H2O bị mất nước khi:
- Khi làm khô dưới P2O5 trong 5 tuần trong chân không;
- Khi làm khô trong 7 giờ ở nhiệt độ 80–90 °C (176–194 °F; 353–363 K).

Trường hợp thứ nhất cho tetrahydrat, VBr2·4H2O. Trường hợp thứ hai cho đihydrat, VBr2·2H2O.

## Hợp chất khác
VBr2 còn tạo một số hợp chất với NH3, như VBr2·6NH3 là chất rắn màu trắng.